# 宮久石

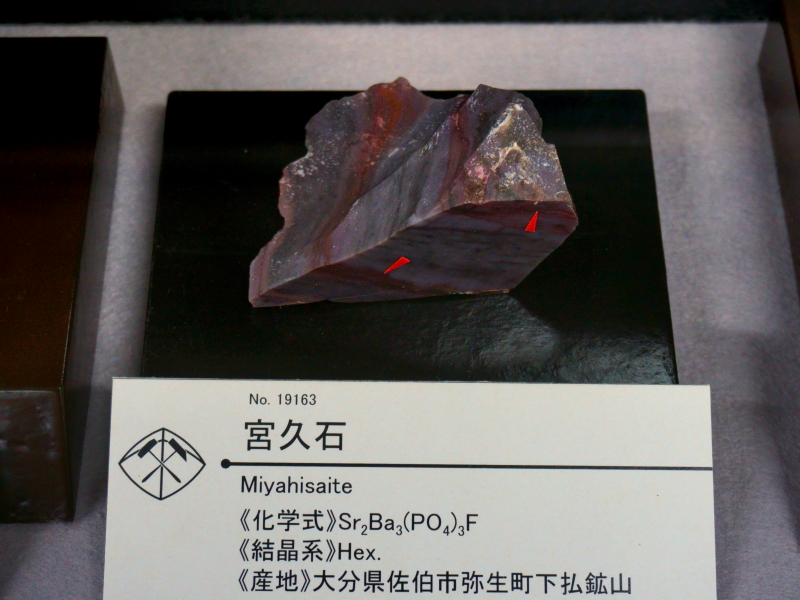
宮久石（秋田大学附属鉱業博物館所蔵）

宮久石（みやひさせき、 Miyahisaite）は、2012年に発表された日本産新鉱物で、大分県の下払（しもはらい）鉱山で発見された。化学組成は、(Sr,Ca)2Ba3(PO4)3Fで、六方晶系。燐灰石のスーパーグループに属する。
愛媛大学の鉱床学者宮久三千年の、特に九州地方の鉱床の研究を基にした、鉱床学・鉱物学における業績をたたえて命名された。